# Jan Willem Wentzel
Jan Willem Wentzel (Amsterdam, 14 april 1855 – Amersfoort, 28 februari 1930) was een Nederlands fotograaf. 
Wentzel was fotograaf, vanaf 1878 gevestigd in Amersfoort. Hij werd in 1893 hofleverancier. In 1905 was er een brand in zijn atelier, waardoor een deel van het vroege materiaal verloren is gegaan. De firma werd overgenomen door zijn assistent Fortgens. 